# Ophiderpeton
Ophiderpeton is een geslacht van uitgestorven pootloze, wormachtige amfibieën uit de groep Lepospondyli, die van het Vroeg-Carboon tot het Vroeg-Perm leefden. Er worden in dit geslacht wisselende aantallen soorten geplaatst. Geslachten van vergelijkbare dieren zijn Phlegethontia en Sillerpeton. Een eerdere geslacht, Lethiscus, is bekend uit het Carboon en Vroeg-Perm.

## Kenmerken
Het pootloze lichaam van deze aistopode telt ± tweehonderddertig wervels. De grote ogen bevonden zich vooraan in de schedel, waarvan de bouw bijna gelijke kenmerken vertoonde met de primitieve tetrapoden, maar er kon met geen mogelijkheid een definitieve verwantschap tussen deze beide groepen worden aangetoond.

## Leefwijze
Soorten uit dit geslacht leefden vermoedelijk in holen in de grond of in ondiepe poelen. De grond in de bossen en moerassen was bezaaid met grote hoeveelheden organisch afval. De ongewervelden die hierin leefden, zoals insecten, wormen, miljoenpoten en slakken, dienden het dier tot voedsel.

## Vondsten
Fossiele resten zijn gevonden in Europa (Tsjechië/Slowakije) en Noord-Amerika (Ohio).